# 伊藤敬一 (中国文学者)
伊藤 敬一（いとう けいいち、1927年2月8日 - 2017年9月18日）は、中国文学者、東京大学名誉教授。

## 経歴
愛知県名古屋市生まれ。1947年東京外国語学校中国語科卒業。1950年東京大学文学部中国文学科卒業、1952年同大学院満期退学、東京都立大学 (1949-2011)（現首都大学東京）助手、1959年専任講師、1964年助教授、1970年東大教養学部助教授（中国語）、1974年教授、1987年定年退官、名誉教授、中京大学教授。1992年同教養部長、1997年定年。
若いころ中国文学仲間と同人誌『北斗』を創刊、のち日中友好協会理事長、会長を務めた。業績は多岐にわたるが、特に老舎で、日本老舎研究会会長も務めた。

## 著書
- 中国語発音の基礎 一水社 1976 (新編中文学習シリーズ)
- 中国語 3-4 放送大学 1988
- 「老牛破車」のうた おおらかに、しなやかに日中友好を 伊藤敬一論文散文撰集 光陽出版社 2007.12

## 翻訳
- はたおり姫 梁彦,熊塞声 世界少年少女文学全集 50 創元社 1956
- 上海の朝 第1-2部 周而復 岡本隆三共訳 くろしお出版 1959-1964
- 中国古代神話 袁珂 高畠穣,松井博光共訳 みすず書房 1960
- 離婚(老舎) 中国現代文学選集 第6 平凡社 1962
- 上海の朝 第4 周而復 岡本隆三共訳 至誠堂 1964
- 王杰の日記 松井博光共訳 青年出版社 1966
- まぼろしの金持ち島 張天翼 代田智明共訳 太平出版社 1977.7 (中国の児童文学)
- 地球人への手紙 蕭建亨 太平出版社 1984.1 (中国の児童文学)

## 参考
- 「老牛破車」のうた 附載の年譜